# عبد الحميد كشك
عبد الحميد كشك (1933م - 1996م) هو عالم وداعية إسلامي مصري كفيف، ويُلَقَّب بفارس المنابر ومحامي الحركة الإسلامية، ويعد من أشهر خطباء القرن العشرين في العالم العربي والإسلامي، وله أكثر من 2000 خطبة مسجلة، وخطب مدة أربعين سنة.

## حياته وعلمه
وُلد عبد الحميد بن عبد العزيز كشك في شبراخيت بمحافظة البحيرة يوم الجمعة 13 ذو القعدة 1351 هـ الموافق لـ 10 مارس 1933م، وحفظ القرآن وهو دون العاشرة من عمره، ثم التحق بالمعهد الديني بالإسكندرية، وفي الصف الثاني الثانوي حصل على تقدير 100%، وكذلك في الشهادة الثانوية الأزهرية وكان ترتيبه الأول على الجمهورية، ثم التحق بكلية أصول الدين بجامعة الأزهر، وكان الأول على الكلية طوال سنوات الدراسة، وكان أثناء الدراسة الجامعية يقوم مقام الأساتذة بشرح المواد الدراسية في محاضرات عامة للطلاب بتكليف من أساتذته الذين كان الكثير منهم يعرض مادته العلمية عليه قبل شرحها للطلاب، خاصة علوم النحو والصرف.
عُيِّن عبد الحميد كشك معيداً بكلية أصول الدين بجامعة الأزهر بالقاهرة عام 1957م، ولكنه لم يقم إلا بإعطاء محاضرة واحدة للطلاب بعدها رغب عن مهنة التدريس في الجامعة، حيث كان راغبًا بالمنابر التي كان يرتقيها منذ الثانية عشرة من عمره، ولم ينسَ خطبته التي خطبها على منبر المسجد في قريته في هذه السن عندما تغيب خطيب المسجد، وكيف كان شجاعاً فوق مستوى عمره الصغير، وكيف طالب بالمساواة والتراحم بين الناس، بل وكيف طالب بالدواء والكساء لأبناء القرية، الأمر الذي أثار انتباه الناس إليه والتِفافَهم حوله.
بعد تخرجه من كلية أصول الدين، حصل على إجازة التدريس بامتياز، ومَثَّل الأزهر في عيد العلم عام 1961م، ثم عمل إماماً وخطيباً بمسجد الطحان بمنطقة الشرابية بالقاهرة، ثم انتقل إلى مسجد منوفي بالشرابية أيضاً، وفي عام 1962م تولى الإمامة والخطابة بمسجد عين الحياة، بشارع مصر والسودان بمنطقة حدائق القبة بالقاهرة، واستمر يخطب فيه حوالي عشرين عامًا.

## سجنه
اعتقل عام 1965م وظل بالمعتقل لمدة عامين ونصف، تنقل خلالها بين معتقلات طرة وأبو زعبل والقلعة والسجن الحربي، وتعرض للتعذيب رغم أنه كان كفيفًا لا يبصر منذ صغره، ورغم ذلك احتفظ بوظيفته إمامًا لمسجد عين الحياة.
في عام 1972 بدأ يكثف خطبه وكان يحضر الصلاة معه حشود هائلة من المصلين، ومنذ عام 1976 بدأ الاصطدام بالسلطة وخاصة بعد معاهدة كامب ديفيد حيث اتهم الحكومة بالخيانة للإسلام وأخذ يستعرض صور الفساد في مصر من الناحية الاجتماعية والفنية والحياة العامة، وقد اعتُقِل في عام 1981 مع عدد من المعارضين السياسيين ضمن قرارات سبتمبر الشهيرة للرئيس المصري محمد أنور السادات بعد هجوم السادات عليه في خطاب 5 سبتمبر 1981، ثم أفرج عنه عام 1982 ولم يعد إلى مسجده الذي مُنِع منه كما مُنِع من الخطابة أو إلقاء الدروس، ولقي كشك خلال هذه الاعتقالات عذاباً رهيباً ترك آثاره على كل جسده رغم إعاقته.

## في رحابالتفسير
ترك عبد الحميد كشك 108 كتابًا تناول فيها كافة مناهج العمل والتربية الإسلامية، ووُصِفَت كتاباته من قبل علماء معاصرين بكونها مبسطة لمفاهيم الإسلام، ومراعية لاحتياجات الناس، وكان له كتاب من عشرة مجلدات سماه في رحاب التفسير ألَّفه بعد منعه من الخطابة وقام فيه بتفسير القرآن الكريم كاملاً، وهو تفسير يعرض للجوانب الدعوية في القرآن الكريم.
كان عبد الحميد كشك مبصراً إلى أن بلغ سنه الثالثة عشرة ففقد إحدى عينيه، وفي سن السابعة عشرة، فقد العين الأخرى، وكان كثيراً ما يقول عن نفسه، كما كان يقول ابن عباس:

## الأنشطة السياسية والقضايا الدينية
استنكر الأوضاع الاجتماعية في مصر وقمع الحركة الإسلامية والإخوان المسلمون، وهو الأمر الذي تعكسه خطاباته حيث كان معارضا في ظل نظام عبد الناصر، رافضا الموافقة على إعدام الحكومة لسيد قطب أو تأكيد التوافق بين الإسلام والاشتراكية، وتعرض للسجن عدة مرات بسبب خطبه المناهضة للحكومات المصرية، قاطعته وسائل الإعلام الرسمية في ظل نظام أنور السادات (1970-1981م)، لكن أشرطة كاسيت خطبه انتشرت على نطاق واسع في جميع أنحاء مصر والعالم العربي. اعتنق كشك آراء سياسية معارضة للدولة البيروقراطية الحديثة، وأكد على التقوى الشخصية والخاصة في خطاباته.

### قانون الزواج
هاجم كشك العلمانيين المصريين، في دعوتهم لإلغاء قانون الأحوال الشخصية. يشير ذلك إلى إصدار قانون (44/1979) بشأن العلاقات الزوجية، يلزم الرجال بإبلاغ زوجاتهم إذا كانوا قد تزوجوا من امرأة أخرى. «بموجب القانون الجديد، إذا اعترضت الزوجة الأولى، فيمكنها الحصول على الطلاق على الفور، وتحتفظ بحق العيش في منزل الزوج حتى يبلغ أطفالهم سن الرشد. وقد تمت صياغة هذا القانون من قبل مكتب وزارة الشؤون الاجتماعية. ولجنة من علماء الأزهر، وأثارت حنق» كشك وغيره من المشايخ الذين رأوا أنه «يخالف الشريعة».

### الجهاد الأكبر
وبحسب كشك، فإن الجهاد الأكبر هو كفاح مستمر يهدف إلى إخضاع الطبيعة الدنيوية للفرد والتكيف مع معايير الله الأخلاقية. إنه أساس التطور الأخلاقي الشخصي، وخلق نشاط تقوى وخيري، وتعزيز العدالة والازدهار في المجتمع، مع محاربة الجهل والظلم والقمع. ونتيجة لهذا الجهاد الأكبر، يقول كشك، فإن الإسلام «يشفي المجتمعات التي تتبع هديها، وهي مبنية على ضمائر أيقظت وقلوب أضاءت بنور الإيمان».

### نجيب محفوظ
كتب كشك «كلمتنا في الرد على أولاد حارتنا»، هاجم فيه الرواية المثيرة للجدل للكاتب المصري نجيب محفوظ بتهمة «انتهاك العقيدة الإسلامية المقدسة» و«استبدال التوحيد بالشيوعية والمادية العلمية». حاز محفوظ على جائزة نوبل للآداب عام 1988م، لكنه تعرض للشتم على نطاق واسع من قبل العديد من الدعاة مثل عمر عبد الرحمن، لواحد من أشهر أعماله "أولاد الجبلاوي"، بسبب إساءتها للذات الإلهية وللأنبياء.

## وفاته
قبل وفاته وكان يوم جمعة وقبل أن يتنفل قصَ على زوجته وأولاده رؤيا وهي رؤية النبي محمد ﷺ وعمر بن الخطاب بالمنام حيث رأى في منامه رسول الله ﷺ الذي قال له: «سلم على عمر»، فسلم عليه، ثم وقع على الأرض ميتا فغسله رسول الله ﷺ بيديه، فقالت له زوجته - وهي التي قصت هذه الرؤيا -: «علمنا حديث النبي ﷺ أنه من رأى رؤيا يكرهها فلا يقصصها»، فقال الشيخ كشك: «ومن قال لك أنني أكره هذه الرؤيا، والله إنني لأرجو أن يكون الأمر كما كان»، ثم ذهب وتوضأ في بيته لصلاة الجمعة وكعادته، بدأ يتنفل بركعات قبل الذهاب إلى المسجد، فدخل الصلاة وصلى ركعة، وفي الركعة الثانية، سجد السجدة الأولى ورفع منها ثم سجد السجدة الثانية وفيها تُوُفِّيَ وكان ذلك يوم الجمعة 25 رجب 1417 هـ الموافق لـ 6 ديسمبر 1996م، وكان يدعو الله من قبل أن يتوفاه ساجدا فكان له ما أراد.

## وصلات خارجية
- قناة الشيخ كشك على اليوتيوب.
- خطب الشيخ كشك
- من أعلام الحركة الإسلامية - الشيخ عبد الحميد كشك - الشبكة الدعوية.
- ملف فيديو للشيخ يتحدث عن التربية - بتاريخ الأحد 20 نوفمبر 1988.
- قائمة الدروس والمحاضرات من إسلام ويب.
- صفحته على موقع طريق الإسلام.
- كتب عبد الحميد كشك، موقع حسن البنا.
- الدعاء الذي دعاه الشيخ كشك وأستجابه الله له، ومات ساجدا. على يوتيوب
- قصة وفاة الشيخ كشك
- قصة حياة عبد الحميد كشك من الجزيرة الوثائقية.